# Harposporium botuliforme
Harposporium botuliforme är en svampart som beskrevs av G.L. Barron 1983. Harposporium botuliforme ingår i släktet Harposporium och familjen Clavicipitaceae.   Inga underarter finns listade i Catalogue of Life.